# チャールズ・エリオット (海軍士官)
サー・チャールズ・エリオット（英語: Sir Charles Elliot、1801年 - 1875年9月9日）は、イギリスの海軍士官、外交官、植民地行政官。イギリス対清貿易における全権かつ商務総監の在勤中の1841年に香港の初代行政長官となった。イギリス植民地としての香港創設のキーマンの一人である。

## 生涯
1801年にザクセンのドレスデンにおいて、ヒュー・エリオットとマーガレット（Margaret）の間に生まれた。スコットランド出身の外交官、初代ミントー伯爵ギルバート・エリオット＝マーレイ＝キニンマウンドは伯父で、第2代ミントー伯爵ギルバート・エリオット＝マーレイ＝キニンマウンドとジョージ・イーデンは従兄にあたる。エリオットはイングランド南部バークシャーのレディングで教育を受けた。1815年3月26日にイギリス海軍に入り、翌年、バルバリア海賊に対するアルジェ砲撃に士官候補生として従軍した。4年間の東インド艦隊勤務の後、1820年に本国艦隊に勤務。1822年、西アフリカ戦隊に転属となるとともに尉官に進級。北アメリカ・西インド艦隊での勤務の後、1828年に佐官に進級。ハイチでクララ・ウィンザーと出会い、1828年に結婚した。
退役後は外務省におけるキャリアに就いた。1830年から1833年の間、イギリス領ギアナにおいて奴隷保護官であった。1834年に商務総監ネイピア卿のスタッフ、船務総管として清に赴任し、阿片戦争開戦における対応の一翼を担った。1836年から1841年までの間、全権商務総監を務めた。1842年から1846年の間、テキサス共和国の臨時代理大使兼総領事となった。バミューダ総督、トリニダード総督、セントヘレナ総督を歴任し、1856年にナイト（バース勲爵士団ナイト・コマンダー）に叙された。

## エリオットと名づけられた場所
- 南オーストラリア州ポート・エリオット（英語版）[4]

## 文献
- Blake, Clagette (1960). Charles Elliott, R. N. 1801?1875: A Servant of Britain Overseas. London: Cleaver-Hume Press.

| 官職                                            | 官職                                       | 官職                                                |
| ----------------------------------------------- | ------------------------------------------ | --------------------------------------------------- |
| 先代 ジョージ・ベスト・ロビンソン               | イギリス対清貿易の商務総監 1836年 - 1841年 | 次代 ヘンリー・ポッティンジャー                     |
| 先代 (新設)                                     | 香港総督 1841年                            | 次代 アレグザンダー・ロバート・ジョンストン（代行） |
| 先代 ウィリアム・ネルソン・ハッチンソン（代行） | バミューダ総督 1846年 - 1852年             | 次代 ウィリアム・ハッセル・エデン（代行）           |
| 先代 アーサー・ウィリアム・バイルス（代行）     | バミューダ総督 1853年 - 1854年             | 次代 モントゴメリー・ウィリアムス（代行）           |
| 先代 L・バウチャー（代行）                      | トリニダード総督 1854年 - 1856年           | 次代 B・ブルックス（代行）                          |
| 先代 エドワード・ヘイ・ドラモンド・ヘイ         | セントヘレナ総督 1863年 - 1869年           | 次代 チャールズ・ジョージ・エドワード・パティ       |